# Hjallese Kirke
Hjallese Kirke er en kirke i Hjallese Sogn i Odense Kommune. Sognet blev udskilt fra Dalum Sogn 1984.
Planerne om at lade en kirke opføre i Hjallese begyndte at tage form 1961, hvor man afsatte plads til den i kommunens dispositionsplan, dér hvor den middelalderlige landsbykirke havde ligget (se nedenfor). Fra 1978 afholdtes gudstjenester i midlertidige lokaler på Odensevej. Grundstenen til den ny kirke blev nedlagt 3. august 1982, og den kunne indvies 11. september 1983.
Kirken er tegnet af arkitekt og kongelig bygningsinspektør Ebbe Lehn Petersen og er udvidet 2003 med køkken, kontorer og mødelokale (Gråbrødre Arkitekter, Odense). Den består således nu af en stor sal, der udgør kernen i et kirkecenter med tilstødende møderum og kontorer. Klokketårnet er fristående og rejst nordvest for kirken.
Inventaret er i alt væsentligt fra opførelsestidspunktet og tegnet af arkitekten, Ebbe Lehn Petersen.

## Hjallese †Kirke
En middelalderlig kirke i Hjallese blev opført i 1100-tallets anden halvdel. Dette fremgår af et udateret brev fra biskop Simon (1157-86), hvori han fortæller, at han netop har indviet kirken. Kirken blev opført af sognefolket selv, og skulle betjenes af nonnerne fra benediktinerklostret på Nonnebakken (der kort efter 1200 blev afløst af nærliggende Dalum Kloster). Det var i denne kirke, den fynske adel mødtes 9. juli 1534 og besluttede at give deres støtte til Christian 3. under Grevens Fejde. 1576 modtog Jørgen Marsvin gavebrev på kirken med tilladelse til at rive den ned og genanvende materialerne til opførelsen af Hollufgårds hovedbygning.
Under vejarbejde på Hjallesegade 1968 stødte man på skeletdele, munkesten og fundamentsten, som formodedes at høre til middelalderkirkens nordmur. Kirken er siden blevet undersøgt ved arkæologiske udgravninger 1979 og 1982 i relation til opførelsen af den ny Hjallese Kirke. Ved udgravningen til dennes tårn stødte man på fundamenter, der afskar skeletter og derved må høre til bygninger, der er yngre end selve kirkegården, formentlig altså en vestlig forlængelse af kirken.

## Eksterne kilder og henvisninger
- Wikimedia Commons har flere filer relateret til Hjallese Kirke
- Hjallese Kirke hos KortTilKirken.dk
- Hjallese Kirke hos danmarkskirker.natmus.dk (Danmarks Kirker, Nationalmuseet)